# 小野勇一
小野 勇一（おの ゆういち、1930年4月21日 - 2015年7月20日）は、大分県出身の動物学者、生態学者。九州大学名誉教授。元日本生態学会会長。

## 人物
1930年、大分県生まれ。北九州市立いのちのたび博物館名誉館員、前館長。教員だった父が2歳の時に他界し、同じく教員だった17歳上の長姉の転勤につれて一家で大分県内を転々とするうち旧制竹田中学校（現竹田高等学校）に入って終戦を迎えたが、竹田中学の4年後輩に、のちに北九州市長を5期務める末吉興一がいた。九大理学部卒業、森下正明の下で、同大大学院生態学専攻、九州大学博士、九州大学大学院教授、平成10(1998)年日本生態学会会長。平成14(2002)年11月 北九州市立自然史・歴史博物館のオープンに際して竹田市長との関係もあり、館長に就任する。北九州市顧問（環境自然）、カニ、ニホンカモシカ、ニホンザル、イリオモテヤマネコなど多数の種を研究してきた。森下正明研究記念館の創設にも多大な尽力をした。一般財団法人京都大学名誉教授森下正明研究記念財団最高顧問。
1964年、理学博士（九州大学）取得。指導教授は森下正明。論文の題は「On the ecological distribution of ocypoid crab in the estuary(河口域におけるスナガニ類の生態分布) 」。なお、森下正明は生涯4件の博士号の指導に当たっているが、その第1号がこの論文である。

## 著書
- 小野勇一 (1972), 動物の生産過程, 生態学講座18, 共立出版

- 小野勇一 (1980), サバンナの生きものたち : 九大エチオピア学術調査隊の記録, 西日本新聞社

- 小野勇一; 安保健二 (1984), ひがたのかに, 特製版かがくのとも, 福音館書店

- 小野勇一 (1995), 干潟のカニの自然誌, 平凡社・自然叢書29, 平凡社, ISBN 4582546293

- 小野勇一 (2000), ニホンカモシカのたどった道 : 野生動物との共生を探る, 中公新書1539, 中央公論新社, ISBN 4121015398

## 論文
- 国立情報学研究所収録論文 国立情報学研究所

- 太田嘉四夫; 河川生態研究グループ; 森主一; 加藤陸奥雄; 小野勇一; 伊藤猛夫; 新川英明 (1956), “綜合討論(心理学・生態学)”, 動物学雑誌 65 (124), ISSN 00445118

- 宮地伝三郎; 藤原正武; 久保浩洋; 森主一; 小野勇一; 小野泰正 (1957), “綜合討論(生態学・生理学)”, 動物学雑誌 66:  117-118

- 小野勇一; 滝明夫 (1960), “アカツメガニ(仮称), Sesarma erythrodactyla HESSの野外集団(分類・生態)”, 動物学雑誌 69:  80-81

- 池田啓 (1979), “高島におけるホンドタヌキ, Nyctereutes procyonoides viverrinus, TEMMINCK.の行動圏利用について”, 日本生態学会誌 (日本生態学会) 1:  35-48, NAID 110001881571

- 馬場稔; 土肥昭夫; 小野勇一 (1982), “ムササビの土地利用と活動性”, 日本生態学会誌 32 (2):  189-198, NAID 110001881646

- 伊澤雅子; 小野勇一; 土肥昭夫 (1986), “イリオモテヤマネコの研究”, 遺伝 (裳華房) 40 (8):  54-59

- 佐藤真一; 倉本満; 小野勇一 (1994), “九州産ブチサンショウウオの形態的変異(英文〕”, 爬虫両棲類学雑誌 (日本爬虫両棲類学会) 4:  119-125, NAID 40003180459

- 杉山幸丸; 岩本俊孝; 小野勇一 (1995), “餌付けニホンザルの個体数調整”, 霊長類研究 (日本霊長類学会) 11 (3):  197-207

- 小野勇一 (1997), “森下正明名誉会員を悼む”, 日本生態学会誌 (日本生態学会) 47 (2):  ii, NAID 110001883243

## 賞詞
- 日本哺乳類学会特別会員